# Compreignacita
La compreignacita és un mineral de la classe dels òxids. Va ser descoberta l'any 1964 prop de la localitat de Compreignac (Llemosí, França), localitat de la qual n'agafa el nom.

## Característiques
La compreignacita és un òxid de fórmula química K₂(UO₂)₆O₄(OH)₆(H₂O)₇. Cristal·litza en el sistema ortoròmbic en cristalls tabulars de fins a unes quantes dècimes de mil·límetre, aplanats en [001], amb grans {001} i {010}, modificats per {130}, {102}, {110}, {104} i {118}; també com a intercreixements de cristalls i esfèrules.
Segons la classificació de Nickel-Strunz la compreignacita pertany a «04.GB - Uranils hidròxids, amb cations addicionals (K, Ca, Ba, Pb, etc.); principalment amb poliedres pentagonals UO₂(O,OH)₅» juntament amb els següents minerals: agrinierita, rameauita, becquerelita, bil·lietita, protasita, richetita, bauranoïta, calciouranoïta, metacalciouranoïta, fourmarierita, wölsendorfita, masuyita, metavandendriesscheïta, vandendriesscheïta, vandenbrandeïta, sayrita, curita, iriginita, uranosferita i holfertita.

## Formació i jaciments
La compreignacita és un producte d'oxidació molt rar de la uraninita en dipòsits d'urani.
Ha estat trobada a Alemanya, Austràlia, els Estats Units, França, Itàlia, el Regne Unit la República Txeca i Suïssa. A Catalunya hi ha un jaciment de compreignacita a la mina Eureka a Castell-estaó (El Pallars Jussà, Lleida).
Sol trobar-se associada amb altres minerals com: uraninita, cuprosklodowskita, uranofana, zeunerita, schoepita, brochantita, connel·lita, agardita, brochantita, calcita, calcopirita, siderita i feldespat potàssic.